# Aupinard
 (janvier 2025).
 (janvier 2025).
La mise en forme du texte ne suit pas les recommandations de Wikipédia : il faut le « wikifier ».
Les points d'amélioration suivants sont les cas les plus fréquents. Le détail des points à revoir est peut-être précisé sur la page de discussion.
- Les titres sont pré-formatés par le logiciel. Ils ne sont ni en capitales, ni en gras.
- Le texte ne doit pas être écrit en capitales (les noms de famille non plus), ni en gras, ni en italique, ni en « petit »…
- Le gras n'est utilisé que pour surligner le titre de l'article dans l'introduction, une seule fois.
- L'italique est rarement utilisé : mots en langue étrangère, titres d'œuvres, noms de bateaux, etc.
- Les citations ne sont pas en italique mais en corps de texte normal. Elles sont entourées par des guillemets français : « et ».
- Les listes à puces sont à éviter, des paragraphes rédigés étant largement préférés. Les tableaux sont à réserver à la présentation de données structurées (résultats, etc.).
- Les appels de note de bas de page (petits chiffres en exposant, introduits par l'outil «  Source ») sont à placer entre la fin de phrase et le point final[comme ça].
- Les liens internes (vers d'autres articles de Wikipédia) sont à choisir avec parcimonie. Créez des liens vers des articles approfondissant le sujet. Les termes génériques sans rapport avec le sujet sont à éviter, ainsi que les répétitions de liens vers un même terme.
- Les liens externes sont à placer uniquement dans une section « Liens externes », à la fin de l'article. Ces liens sont à choisir avec parcimonie suivant les règles définies. Si un lien sert de source à l'article, son insertion dans le texte est à faire par les notes de bas de page.
- La présentation des références doit suivre les conventions bibliographiques. Il est recommandé d'utiliser les modèles {{Ouvrage}}, {{Chapitre}}, {{Article}}, {{Lien web}} et/ou {{Bibliographie}}. Le mode d'édition visuel peut mettre en forme automatiquement les références.
- Insérer une infobox (cadre d'informations à droite) n'est pas obligatoire pour parachever la mise en page.

Pour une aide détaillée, merci de consulter Aide:Wikification.
Si vous pensez que ces points ont été résolus, vous pouvez retirer ce bandeau et améliorer la mise en forme d'un autre article.
Aupinard, né Frédéric Opina à Bordeaux le 15 décembre 2001, est un chanteur, auteur, compositeur et performer de RnB et de bossa nova français, d’origine congolaise. Il est révélé au grand public en octobre 2023 avec son single « quel type de vibe ? ».

## Biographie

### Origine et jeunesse
Frédéric Opina, apprend la guitare seul dès ses 12 ans à l’aide d’Internet et découvre en 2016 la Bossa Nova avec le chanteur brésilien João Gilberto. C'est en particulier pendant les périodes de Confinements liés à la pandémie de Covid-19 en France qu'il choisit de consacrer son temps libre à la pratique musicale.
Il doit son surnom « aupinard » à l’un de ses amis qui lui a donné quand ils étaient  en 5ème. Ce surnom est la contraction du nom de famille Opina et de « pinard » en référence au vin Bordelais.

### Carrière
Sa carrière publique démarre en 2023 avec sa sélection au Printemps de Bourges et lorsqu'il sort en mai 2023 son premier projet :  aupitape 1: hortensia. Un hommage à sa grand mère. La même année, son single : «quel type de vibe ? » connaît un grand succès, notamment sur TikTok. C'est un chanteur qui s'est fait connaître sur les réseaux sociaux mais désormais reconnu sur la scène musicale française,,,,.
En février 2025, il sort un nouvel album, Pluie montagnes et soleil, et il se produit sur la scène de l'Olympia,.

## Discographie

### Singles
1. C'est tout moi
Sortie : 2021
2. Texto
Sortie : 2023
3. Tous les jours
Sortie : 2023
4. Quel type de vibe?
Sortie : 2023
5. Parisienne High Level
Sortie : 2024
6. Penelope
Sortie : 2024
7. Hauts talons rouges
Sortie : 2025
8. À deux
Sortie : 2025